# 71. ročník udílení Filmových cen Britské akademie
71. ročník udílení Filmových cen Britské akademie se konal v Royal Albert Hall v Londýně 18. února 2018. Moderátorem ceremoniálu byla Joanna Lumley. Ocenění bylo předáno nejlepším filmům a dokumentům britským i mezinárodním, které se promítaly v britských kinech v roce 2017. Nominace byly oznámeny 9. ledna 2018. Filmem s nejvíce nominacemi se stal Tvář vody, s celkem 12.

## Nominace
V jednotlivých kategoriích byli nominováni:
| Nejlepší film | Nejlepší režisér |
| --- | --- |
| Tři billboardy kousek za Ebbingem - Dej mi tvé jméno - Nejtemnější hodina - Dunkerk - Tvář vody | Guillermo del Toro – Tvář vody - Luca Guadagnino – Dej mi tvé jméno - Martin McDonagh – Tři billboardy kousek za Ebbingem - Christopher Nolan – Dunkerk - Denis Villeneuve – Blade Runner 2049 |
| Nejlepší herec v hlavní role | Nejlepší herečka v hlavní roli |
| Gary Oldman jako Winston Churchill – Nejtemnější hodina - Jamie Bell jako Peter Turner – Filmové hvězdy neumírají v Liverpoolu - Timothée Chalamet jako Elio Perlman – Dej mi tvé jméno - Daniel Day-Lewis jako Reynolds Woodcock – Nit z přízraků - Daniel Kaluuya jako Chris Washington – Uteč                              | Frances McDormandová jako Mildred Hayes – Tři billboardy kousek za Ebbingem - Annette Bening jako Gloria Grahame – Filmové hvězdy neumírají v Liverpoolu - Sally Hawkins jako Elisa Esposito – Tvář vody - Margot Robbie jako Tonya Harding – Já, Tonya - Saoirse Ronan jako Christine McPherson – Lady Bird                                                                                      |
| Nejlepší herec ve vedlejší roli | Nejlepší herečka ve vedlejší roli |
| Sam Rockwell jako strážník Jason Dixon – Tři billboardy kousek za Ebbingem - Willem Dafoe jako Bobby Hicks – The Florida Project - Hugh Grant jako Phoenix Buchanan – Paddington 2 - Christopher Plummer jako J. Paul Getty – Všechny prachy světa - Woody Harrelson jako Bill Willoughby – Tři billboardy kousek za Ebbingem | Allison Janney jako LaVona Golden – Já, Tonya - Laurie Metcalf jako Marion McPherson – Lady Bird - Octavia Spencer jako Zelda Fuller – Tvář vody - Lesley Manville jako Cyril Woodcock – Nit z přízraků - Kristin Scott Thomas jako Clementine Churchill – Nejtemnější hodina |
| Nejlepší původní scénář | Nejlepší adaptovaný scénář |
| Martin McDonagh – Tři billboardy kousek za Ebbingem - Guillermo del Toro a Vanessa Taylor – Tvář vody - Greta Gerwig – Lady Bird - Jordan Peele – Uteč - Steven Rogers – Já, Tonya | James Ivory – Dej mi tvé jméno - Simon Farnaby a Paul King – Paddington 2 - Matt Greenhalgh – Filmové hvězdy neumírají v Liverpoolu - Armando Iannucci, Ian Martin a David Schneider – Ztratili jsme Stalina - Aaron Sorkin – Velká hra |
| Nejlepší kamera | Nejlepší debut – scénář, režie nebo produkce |
| Roger Deakins – Blade Runner 2049 - Hoyte van Hoytema – Dunkerk - Dan Laustsen – Tvář vody - Bruno Delbonnel – Nejtemnější hodina - Ben Davis – Tři billboardy kousek za Ebbingem | I Am Not a Witch - The Ghoul - Jawbone - Kingdom of Us - Lady Macbeth |
| Nejlepší britský film | Nejlepší dokument |
| Tři billboardy kousek za Ebbingem - Nejtemnější hodina - Ztratili jsme Stalina - Lady Macbeth - Paddington 2 - Na konci světa | Nejsem žádný tvůj negr - City of Ghosts - Icarus - Nepříjemné pokračování: Nebát se říct pravdu - Jane |
| Nejlepší původní hudba | Nejlepší zvuk |
| Alexandre Desplat – Tvář vody - Benjamin Wallfisch a Hans Zimmer – Blade Runner 2049 - Jonny Greenwood – Nit z přízraků - Dario Marianelli – Nejtemnější hodina - Hans Zimmer – Dunkerk | Richard King, Gregg Landaker, Gary A. Rizzo, Mark Weingarten – Dunkerk - Tim Cavagin, Mary H. Ellis, Julian Slater – Baby Driver - Ron Bartlett, Doug Hemphill, Mark Mangini, Mac Ruth – Blade Runner 2049 - Christian Cooke, Glen Gauthier, Nathan Robitaille, Brad Zoern – Tvář vody - Ren Klyce, David Parker, Michael Semanick, Stuart Wilson, Matthew Wood – Star Wars: Poslední z Jediů     |
| Nejlepší produkční design | Nejlepší speciální efekty |
| Paul Denham Austerberry, Shane Vieau a Jeff Melvin – Tvář vody - Nathan Crowley a Gary Fettis – Dunkerk - Dennis Gassner a Alessandra Querzola – Blade Runner 2049 - Sarah Greenwood a Katie Spencer – Kráska a zvíře - Sarah Greenwood a Katie Spencer – Nejtemnější hodina                                                  | Gerd Nefzer, John Nelson, Richard R. Hoover, Paul Lambert – Blade Runner 2049 - Scott Fisher, Andrew Jackson, Paul Corbould a Andrew Lockley – Dunkerk - Dennis Berardi, Trey Harrell, Mike Hill a Kevin Scott – Tvář vody - Stephen Aplin, Chris Corbould, Ben Morris a Neal Scanlan – Válka o planetu opic - Daniel Barrett, Dan Lemmon, Joe Letteri a Joel Whist – Star Wars: Poslední z Jediů |
| Nejlepší kostýmní design | Nejlepší masky |
| Mark Bridges – Nit z přízraků - Jacqueline Durran – Kráska a zvíře - Jacqueline Durran – Nejtemnější hodina - Luis Sequeira – Tvář vody - Jennifer Johnson – Já, Tonya | David Malinowski, Ivana Primorac, Lucy Sibbick a Kazuhiro Tsuji – Nejtemnější hodina - Donald Mowat a Kerry Warn – Blade Runner 2049 - Deborah La Mia Denaver a Adruitha Lee – Já, Tonya - Daniel Phillips – Victoria a Abdul - Naomi Bakstad, Robert A. Pandini a Arjen Tuiten – (Ne)obyčejný kluk                                                                                               |
| Nejlepší střih | Nejlepší cizojazyčný film |
| Paul Machliss a Jonathan Amos – Baby Driver - Lee Smith – Dunkerk - Joe Walker – Blade Runner 2049 - Sidney Wolinsky – Tvář vody - Jon Gregory – Tři billboardy kousek za Ebbingem | Komorná (Jižní Korea) - Elle (Francie/Německo) - Nemilovaní (Rusko/Francie/Belgie/Německo) - First They Killed My Father (Kambodža) - Klient (Írán/Francie) |
| Nejlepší animovaný film | Nejlepší krátký animovaný film |
| Coco - S láskou Vincent - Můj život Cuketky | Poles Apart - Have Heart - Mamoon |
| Nejlepší krátkometrážní film | Vycházející hvězda |
| Cowboy Dave - Aamir - A Drowning Man - Work - Wren Boys | Daniel Kaluuya - Florence Pughová - Josh O'Connor - Tessa Thompson - Timothée Chalamet |